# Hynobius yangi
Hynobius yangi é uma espécie de anfíbio caudado pertencente à família Hynobiidae.